# Egységes Európai Okmány
Az Egységes Európai Okmány (Single European Act)  az 1957-es Római Szerződés első fontos átdolgozását jelentette. Az Okmány az Európai Közösség számára célként állapította meg az egységes piac bevezetését 1992. december 31-ig, valamint törvénybe iktatta az Európai Politikai Együttműködést, a Közös Kül-és Biztonságpolitika előfutárát. Az Egységes Európai Okmányt kilenc tagállam 1986. február 17-én, Luxemburgban írta alá, majd őket követte Dánia, Olaszország és Görögország 1986. február 28-án Hágában. Az Okmány 1987. július 1-jén lépett hatályba, a Delors-bizottság  működése idején.

## Háttere
Az egyezmény létrejötte szempontjából fontos tényező volt, hogy az Európai Közösség tagjai tényleges szabad kereskedelmet szerettek volna megvalósítani, ami a tagállamok közötti jogharmonizációt és a politikai ellentmondások feloldását is szükségessé tette. 
Az okmány aláírását számos lépés előzte meg,  ilyen volt például Az Európai Unióról szóló szerződés tervezete, melyet az Európai Parlament 1984. február 14-én fogadott el. 1984.júniusában a parlamenti szerződéstervezetből kiindulva egy, az állam- és kormányfők személyes képviselőiből álló és Dooge ír szenátor által vezetett ad hoc bizottság megvizsgálta az intézményi kérdéseket. A Dooge-bizottság jelentése felkérte az Európai Tanácsot, hogy hívjon össze kormányközi konferenciát az Európai Unióról szóló szerződéssel kapcsolatos tárgyalások lefolytatásához. 1985-ben A Bizottság Jacques Delors elnök kezdeményezésére fehér könyvet tett közzé, amely körülbelül 280 uniós jogszabály elfogadásának segítségével tette egységesebbé a felaprózott közös piacot, és amely – az intézményi megújulással együtt – az Egységes Európai Okmány gerincét képezte. A Bizottság ütemtervet terjesztett elő, és 1992. december 31-ét jelölte meg végső határidőként. Az 1985. június 28–29-ei milánói Európai Tanács végül összehívta a kormányközi konferenciát, amely a luxemburgi elnökség idején 1985. szeptember 9-én nyílt meg, és 1986. február 28-án, Hágában fejeződött be.

## Céljai
Az Okmány legfontosabb célja, hogy az egységes belső piac kialakítása által dinamikusabbá tegye az integrációs folyamatot. A déli bővítés, vagyis Spanyolország és Portugália küszöbön álló csatlakozása is az uniós intézmények megreformálását sürgette. Az egységes belső piac ezen kívül a döntéshozatali eljárás felgyorsítását is szükségessé tette, ám ez a meglévő szerződések alapján nehezen volt elérhető, különösen a Tanácson belül követett döntéshozatali folyamat miatt, amely a jogszabályok harmonizációja tekintetében egyhangú döntéseket követelt. A gyorsabb döntéshozatal érdekében számos területen kellett módosításokat bevezetni: a Tanács döntéshozatali eljárásában, a Bizottság és a Parlament jogköreiben valamint a Közösség hatáskörei kiterjesztésében is.

## Intézményi és politikai változások
Az Egységes Európai Okmány kibővítette a minősített többségi szavazást a Tanácsban annak érdekében, hogy az egyes tagállamok nehezebben tudják megvétózni a jogszabályjavaslatokat. Létrehozta az Európai Tanácsot, amely hivatalos keretet adott az állam- és kormányfők konferenciáinak és csúcstalálkozóinak, ugyanakkor döntéshozatali jogkörrel nem rendelkezett. Megnövelte továbbá a Parlament befolyását azáltal, hogy bevezette a hozzájárulási és az együttműködési eljárást: a hozzájárulási eljárás értelmében a Parlament vétójogot kapott néhány fontos kérdésben, mivel a Tanácsnak meg kellett szereznie a Parlament egyetértését ahhoz, hogy az adott kérdésben döntést hozzon, az együttműködési eljárással pedig egy kétolvasatos eljárás került bevezetésre, melynek során, ha a Parlament első körben elutasít egy javaslatot, azt követően a Tanács már csak egyhangúlag hozhat döntést. A Parlament jogköreinek kibővítése hozzájárult ahhoz, hogy az eljárás gyorsabb és hatékonyabb legyen, de sok esetben továbbra is a Tanácsé maradt a végső döntés joga.
Az Okmány az uniós szakpolitikák fejlődésére is hatást gyakorolt, főként a szociálpolitika, a regionális politika, a környezetvédelmi politika, valamint a kutatás és fejlesztés területein történt előrelépést, ami nagymértékben hozzájárult a kohézió megerősítéséhez a közösségen belül.

## Eredmények
A négy alapszabadság (áruk, szolgáltatások, tőke és személyek szabad áramlása) szempontjából fontos eredményeket sikerült megvalósítani az Okmány által: a határellenőrzések megszűnése mellett összehangolásra kerültek mindazok az előírások, melyek az áruforgalomra, kereskedelemre, valamint a fogyasztó- és környezetvédelemre vonatkoztak. A munkavállalók szabad mozgása érdekében teljessé tették a diplomák és iskolai végzettségek kölcsönös elismerését. Egységesítették a társasági cégbejegyzéseket, és az adórendszerek közelítésével próbálták meg csökkenteni a fennálló akadályokat.
| Aláírva Hatályban Szerződés   | 1948 Brüsszeli szerződés                                    | 1951 1952 Párizsi szerződés                 | 1954 1955 A brüsszeli szerződés módosítása  | 1957 1958 Római szerződés                   | 1965 1967 Egyesítő szerződés                | 1975 Az Európai Tanács döntése          | 1986 1987 Egységes Európai Okmány       | 1992 1993 Maastrichti szerződés         | 1992 1993 Maastrichti szerződés | 1997 1999 Amszterdami szerződés | 2001 2003 Nizzai szerződés | 2007 2009 Lisszaboni szerződés | 2007 2009 Lisszaboni szerződés |  |  |  |  |  |  |  |  |
|                               |                                                             |                                             |                                             |                                             |                                             |                                         |                                         |                                         |                                 |                                 |                            |                                |                                |  |  |  |  |  |  |  |  |
| Az Európai Unió három pillére |                                                             |                                             |                                             |                                             |                                             |                                         |                                         |                                         |                                 |                                 |                            |                                |                                |  |  |  |  |  |  |  |  |
| Európai Közösségek            |                                                             |                                             |                                             |                                             |                                             |                                         |                                         |                                         |                                 |                                 |                            |                                |                                |  |  |  |  |  |  |  |  |
|                               | Európai Atomenergia Közösség (EURATOM)                      |                                             |                                             |                                             |                                             |                                         |                                         |                                         |                                 |                                 |                            |                                |                                |  |  |  |  |  |  |  |  |
|                               |                                                             |                                             | Európai Szén- és Acélközösség (ESZAK)       | Európai Szén- és Acélközösség (ESZAK)       | Európai Szén- és Acélközösség (ESZAK)       | A szerződés 2002-ben hatályát vesztette | A szerződés 2002-ben hatályát vesztette | A szerződés 2002-ben hatályát vesztette |                                 | Európai Unió (EU)               | Európai Unió (EU)          |                                |                                |  |  |  |  |  |  |  |  |
|                               |                                                             |                                             | Európai Gazdasági Közösség (EGK)            | Európai Gazdasági Közösség (EGK)            | Európai Gazdasági Közösség (EGK)            |                                         |                                         | Európai Közösség (EK)                   | Európai Közösség (EK)           | Európai Unió (EU)               | Európai Unió (EU)          |                                |                                |  |  |  |  |  |  |  |  |
|                               |                                                             | TREVI-csoport                               | TREVI-csoport                               | Bel- és igazságügyi együttműködés (JHA)     |                                             |                                         |                                         | Európai Közösség (EK)                   | Európai Közösség (EK)           | Európai Unió (EU)               | Európai Unió (EU)          |                                |                                |  |  |  |  |  |  |  |  |
|                               | Rendőri és igazságügyi együttműködés büntetőügyekben (PJCC) | TREVI-csoport                               | TREVI-csoport                               | Bel- és igazságügyi együttműködés (JHA)     |                                             |                                         |                                         |                                         |                                 | Európai Unió (EU)               | Európai Unió (EU)          |                                |                                |  |  |  |  |  |  |  |  |
|                               | Európai Politikai Együttműködés (EPE)                       | Közös kül- és biztonságügyi politika (KKBP) | Közös kül- és biztonságügyi politika (KKBP) | Közös kül- és biztonságügyi politika (KKBP) | Közös kül- és biztonságügyi politika (KKBP) |                                         |                                         |                                         |                                 | Európai Unió (EU)               | Európai Unió (EU)          |                                |                                |  |  |  |  |  |  |  |  |
| Konszolidálatlan szervezetek  | Konszolidálatlan szervezetek                                | Nyugat-európai Unió (NYEU)                  | Nyugat-európai Unió (NYEU)                  | Nyugat-európai Unió (NYEU)                  | Nyugat-európai Unió (NYEU)                  | Nyugat-európai Unió (NYEU)              |                                         |                                         |                                 |                                 | Európai Unió (EU)          |                                |                                |  |  |  |  |  |  |  |  |
| Konszolidálatlan szervezetek  | Konszolidálatlan szervezetek                                | Nyugat-európai Unió (NYEU)                  | Nyugat-európai Unió (NYEU)                  | Nyugat-európai Unió (NYEU)                  | Nyugat-európai Unió (NYEU)                  | Nyugat-európai Unió (NYEU)              | Feloszlatva 2010-ben                    |                                         |                                 |                                 |                            |                                |                                |  |  |  |  |  |  |  |  |
|                               |                                                             |                                             |                                             |                                             |                                             |                                         |                                         |                                         |                                 |                                 |                            |                                |                                |  |  |  |  |  |  |  |  |

## Lásd még
- Az Európai Unió története